# Избор домаћина Европског првенства у фудбалу 2024.
Избор домаћина Европског првенства у фудбалу 2024. је процес у којем је УЕФА, владајуће тијело европског фудбала, изабрала домаћина Европског првенства 2024. Процес је званично почео у децембру 2016. и прије истека рока достављене су појединачне кандидатуре Њемачке и Турске. Данска, Финска, Норвешка и Шведска су спремале заједничку кандидатуру, али су одустале у фебруару 2017. Заједничку кандидатуру су спремале такође Естонија и Русија, а Холандија самосталну, али су одустали прије истека рока за подношење пријава.
Дана 27. септембра 2018. Њемачка је изабрана за домаћина, добивши 12 гласова, док је Турска добила 4, а један глас је био уздржан.

## Услови за кандидатуру
Медији су 24. октобра 2013. објавили да ће Уефа о домаћину првенства одлучити 2017. године. Концепт за кандидатуру је потврђен 9. децембра 2016. године.
По први пут икада, захтјеви за кандидатуру су морали да садрже специфичне критеријуме који се односе на поштовање људских права, на основу „Водећих принципа о пословању и људским правима“ Уједињених нација.
Првенство се игра према истом формату као и првенства 2016. и 2020, према којем учествују 24 тима, а игра са 51 утакмица у 22 такмичарска дана.
УЕФА је према критеријумима одредила да утакмице морају да се играју на десет стадиона, од којих је потребно да три морају да буду капацитета најмање 50.000 мјеста (по могућности један са најмање 60.000 мјеста), три капацитета 40.000 мјеста и четири стадиона капацитета 30.000 мјеста.

## Распоред
| Датум               | Напомене                                                                                          |
| ------------------- | ------------------------------------------------------------------------------------------------- |
| 9. децембар 2016.   | Званично отварање пријава                                                                         |
| 3. март 2017.       | Крајњи рок за регистрацију намјере за подношење пријаве                                           |
| 10. март 2017.      | Оглашавање кандидатура                                                                            |
| 17. март 2017.      | Услови кандидатуре доступни кандидатима                                                           |
| 27–28. април 2017.  | Отварање радионице за кандидате                                                                   |
| 27. април 2018.     | Достављање досијеа пријава                                                                        |
| 21. септембар 2018. | Објављивање извјештаја о процјени од стране Уефе и представљање књиге пријаве од стране кандидата |
| 27. септембар 2018. | Представљање понуде и проглашење домаћина                                                         |

## Кандидатуре
УЕФА је објавила да су једине двије кандидатуре поднијеле појединачно Њемачка и Турска.
Дана 21. септембра 2018. УЕФА је објавила извјештај о процјени кандидатура, док су Фудбалски савези Њемачке и Турске такође представили своје књиге кандидатуре.

### Њемачка
Дана 23. октобра 2013. извршни комитет Фудбалског савеза Њемачке, под предсједником Волфгангом Нирсбахом, изгласао је да савез поднесе кандидатуру за домаћина Европског првенства 2024. што је објављено јавно дан касније, на 41 сједници савеза у Нирнбергу. Дана 20. јануара 2017. извршни комитет Фудбалског савеза Њемачке под предсједником Рејнахрдом Гринделом потврдио је кандидатуру, а 1. марта је савез поднио званичну изјаву о интересу генералном секретару Уефе Теодореу Теодоридису.
Европско првенство 1988. је одржано у Западној Њемачкој, као и Свјетско првенство 1974. док је Њемачка била домаћин Свјетског првенства 2006. Медији у Њемачкој су 2014. објавили да је Фудбалски савез Њемачке спреман да пристане да на то да се финале Европског првенства 2020. игра на Вемблију у замјену за подршку Фудбалског савеза Енглеске кандидатури Њемачке за домаћина првенства 2024.
До 17. фебруара 2017. градови и стадиони заинтересовани за домаћинство првенства могли су да доставе необавезујућу изјаву о заинтересованости Фудбалском савезу Њемачке. До истека рока, 18 градова и стадиона је предало неопходну документацију, укључујући 12 градова домаћина Свјетског првенства 2006. Стадион Рудолф Харбиг у Дрездену је први стадион који је одбијен 1. марта 2017. због тога што није испунио обавезан капацитет од 30.000 мјеста. Званични поступак пријаве је почео 11. априла 2017. године, са укупно 17 потенцијалних стадиона који су поднијели кандидатуру. Фрајбург је повукао своју пријаву 25. априла 2017. године, наводећи да смјернице које је објавио Фудбалски савез неће резултирати обећавајућом пријавом за стадион. Карлсруе је 26. априла 2017. повукао своју пријаву, након чега је остало 15 градова заинтересованих за домаћинство. Стадион Фриц Валтер у Кајзерслаутерну је повукао своју пријаву 15. маја 2017. наводећи да би кандидатура била неодговоран финансијски ризик, након чега је остало 14 градова кандидата за домаћинство.
Према захтјевима Уефе, стадиони су морали да имају најмање 30.000 мјеста за навијаче (не укључујући сједишта за медије и мјеста са ограниченим погледом). Фрајбург и Карлсруе планирали су своје кандидатуре са новим стадионима који ће испуњавати критеријуме.
Градови су морали да доставе Фудбалском савезу потпуну пријавну документацију до 10. јула 2017. Тај датум је првобитно био 12. јун 2017. али је одложен због кашњења у пријему докумената од Уефе. Свих 14 преосталих градова предало је своје пријаве прије истека рока, након чега је Комисија за пријаву оцјењивала достављену документацију, а званичници Фудбалског савеза су обилазили свих 14 стадиона како би се сагледали услови и испитали могући планови реконструкције и проширења.
Критеријуми за одабир градова били су првенствено капацитет стадиона. Како би омогућио што већи број гледалаца за Европско првенство, Фудбалски савез Њемачке је повећао нето капацитет сједећих мјеста који захтијева УЕФА за три стадиона са најмање 50.000 на најмање 60.000. Остали критеријуми су укључивали безбједносне аспекте и инфраструктуру. На основу тих квалитативних критеријума и апликационих докумената градова, комитет за пријаву је утврдио рангирање стадиона који су се пријавили. Како би обезбиједили да се Европско првенство одржи у цијелој држави, спроведено је регионално разврставање кандидата у четири зоне распоређене широм земље. Из сваке од четири зоне могао је да се изабере од један до четири стадиона. У првој зони (сјевер) били су Бремен, Хамбург и Хановер, у другој (запад) су били Келн, Дортмунд, Диселдорф, Гелзенкирхен и Менхенгладбах, у трећој (југ) Франкфурт, Минхен, Нирнберг и Штутгарт, док су у четвртој зони (исток) били Берлин и Лајпциг.
Градови кандидати морали су да се такође да испуне неколико захтјева Уефе, као што је да се у оквиру „комерцијалне зоне“ од 500 метара око стадиона спријече било какве политичке и вјерске демонстрације. Градови су такође морали да донесу законе како би заштитили маркетиншка права Уефе, што је укључивало спрјечавање пабова у близини стадиона да преносе утакмице на великим екранима. Волфганг Хофман Рим, бивши судија Савезног уставног суда, истакао је да су дјелови захтјева неуставни, наводећи да слобода окупљања није дозвољена из комерцијалних интереса, као и то да су само парламенти, а не градови, имали моћ да доносе законе. Он је истакао и да забрана великих екрана у оближњим ресторанима представља незаконито мијешање у слободу рада. Његово мишљење су подржали челници града Бремена, док званичници у Хамбургу и Лајпцигу нису сматрали да је то рјешење спорно. Ипак, Фудбалски савез Њемачке је у свом допису Уефи истакао да прописи треба да осигурају безбједност око стадиона, као и да градови нису обавезни да доносе законе који би штитили маркетиншка права Уефе.
Извршни комитет Фудбалског савеза Њемачке је 15. септембра 2017. одабрао 10 градова и стадиона као од преосталих 14 пријављених. Извршни одбор је једногласно слиједио препоруку комисије за кандидатуру Фудбалског савеза, која је рангирала 14 пријављених градова. Одабрани су Берлин, Келн, Дортмунд, Диселдорф, Франкфурт, Гелзенкирхен, Хамбург, Лајпциг, Минхен и Штутгарт, који су рангирани од 1 до 10. Стадион Макс Морлок у Нирнбергу, ХДИ арена у Хановеру, Борусија парк у Менхенгладбаху и Везер стадион у Бремену су сви одбачени из коначне кандидатуре, након што су рангирани од 11. до 14. мјеста. Правило зонирања није морало да се примјењује, јер према рангирању највише четири и најмање једно мјесто по зони су рангирани у првих десет.
Градови и стадиони који су изабрани за кандидатуру Њемачке:
- Берлин – Олимпијски стадион, капацитет 74.461[н 1]
- Минхен – Алијанц арена, капацитет 70.076[н 2]
- Дортмунд – Сигнал Идуна парк, капацитет 65.849[н 1]
- Гелзенкирхен – Фелтинс арена, капацитет 54.740[н 2]
- Штутгарт – МХП Арена, капацитет 54.697[н 3]
- Хамбург – Фолкспаркстадион, капацитет 52.245[н 3]
- Диселдорф – Меркур Шпил-Арена, капацитет 51.031
- Келн – Стадион Рајненергија, капацитет 49.827[н 2]
- Лајпциг – Ред бул арена, капацитет 49.539[н 2]
- Франкфурт – Валдстадион, капацитет 48.387[н 3]

До краја септембра 2017. Фудбалски савез Њемачке је примао пријаве за локације тимских базних кампова. Предвиђено је да сваки од 24 тима има базни камп прије и током првенства за смјештај и услове за тренинг. Тимски базни камп се састоји од хотела или смјештајног објекта са одговарајућим стандардима удобности, приватности и безбједности, као и оближњег, првокласног објекта за тренинг. Потребна је добра инфраструктура око базног кампа, укључујући оближњи аеродром. Базни камп је такође потребан за судије током првенства.
Фудбалски савез Њемачке је 25. августа 2017. објавио да ће лого њемачке кандидатуре бити одређен конкурсом за дизајн на платформи „Jovoto“. Тамо су креативни чланови поднијели потенцијалне дизајне, а укупно 2.076 дизајна пријавило је 990 учесника из 82 земље. Заједница на платформи је затим изабрала 20 потенцијалних логотипа у фази гласања, а Фудбалски савез је одабрао 5 додатних логотипа. 25 приједлога је оцјењивао жири који се састојао од руководилаца Фудбалског савеза и стручњака из индустрије дизајна и комуникација, као и представника из спорта; пет најбољих пријава објављено 15. септембра 2017. године. Гласање преко интернета одржано је од 15. до 22. септембра 2017. између пет преосталих логотипа како би се одредио побједнички дизајн који ће се користити за кандидатуру. Побједнички лого је коришћен у „књизи кандидатуре“ коју је савез доставио Уефи, заједно са свим комуникативним радњама у вези са кандидатуром. Побједнички лого је представљен 7. октобра 2017. са 44% гласова за нацрт српског графичког дизајнера Игора Петровића. Лого садржи два срца и „24“ у њемачким националним бојама црној, црвеној и златној.
Дана 14. новембра 2017. Фудбалски савез Њемачке је објавио званични мото кандидатуре, под називом: „Уједињени фудбалом – Уједињени у срцу Европе“. Како би показали своју подршку кандидатури, њемачки репрезентативци су истог дана на међународној пријатељској утакмици против Француске у Келну носили беџеве са логом њемачке кандидатуре на дресовима. Слоган је, уз лого кандидатуре, коришћен у свим комуникативним мјерама Фудбалског савеза у вези са кандидатуром. Званични веб-сајт кандидатуре „united-by-football.de“ такође је представљен 14. новембра.
Дана 24. априла 2018. савез је званично предао своју књигу кандидатуре Уефи.

### Турска
У априлу 2014. Фудбалски савез Турске (TFF) објавио је да неће конкурисати за домаћина полуфинала и финала Европског првенства 2020. већ да ће се умјесто тога кандидовати за домаћина првенства 2024. Дана 15. фебруара 2017. савез је потврдио кандидатуру. То је урађено након што је Турска негирала да ће се кандидовати и потврдила заинтересованост за домаћинство првенства 2020. током прољећа 2012. године. УЕФА је рок за пријаву интереса који је био у поноћ 15. маја 2012. продужила да би 16. маја примила друге кандидатуре. Укључујући кандидатуру за првенство 2024. то је била пета узастопна неуспјешна кандидатура за Европско првенство. Турска је раније била домаћин само једног великог фудбалског такмичења, Свјетског првенства до 20 година 2013. Турска је раније покушавала да буде домаћин Европског првенства 2008. (у заједничкој кандидатури са Грчком), 2012. и 2016. године, али није изабрана ниједном. Дана 20. октобра 2017. савез је објавио стадионе за турску кандидатуру након састанка комисије за кандидатуру.
Градови и стадиони који су изабрани за кандидатуру Турске:
- Анкара – Нови стадион Анкара, капацитет 65.307[60]
- Анталија – Стадион Анталија, капацитет 43.616 (након проширења)[60]
- Бурса – Стадион Ататурк, капацитет 43.331[60]
- Ескишехир – Нови стадион Ескишехир, капацитет 34.930[60]
- Газијантеп – Нови стадион Газијантеп, капацитет 35.219[60]
- Истанбул – Олимпијски стадион Ататурк, капацитет 92.208 (након проширења)[60]
- Истанбул – Турк Телеком Арена, капацитет 53.611 (након реновирања)[60]
- Измит – Стадион Измит, капацитет 34.712[60]
- Конија – Градски стадион, капацитет 37.829 (након реновирања)[60]
- Трабзон – Стадион Шенол Гунес, капацитет 43.233 (након реновирања)[60]

Лого и слоган кандидатуре су објављени 19. јануара 2018. године, лого је инспирисан срцем са фудбалском лоптом, а звијезда са турске заставе у комбинацији са бројем 24 представљала је 2024. годину и боје турске националне заставе. Дизајнирао га је турски графички дизајнер Ерхан Јалур. Слоган кандидатуре је био „Дијелите заједно“.
Дана 26. априла 2018. Фудбалски савез Турске је званично предао књигу кандидатуре Уефи.

## Отказане кандидатуре

### Данска, Финска, Норвешка и Шведска
Дана 4. марта 2016. Фудбалски савез Данске је објавио да припремају заједничку кандидатуру са фудбалским савезима других нордијских земаља, Шведске, Норвешке и Финске за Европско првенство 2024. или 2028. године. Шведска је раније била домаћин Европског првенства 1992. и Свјетског првенства 1958. а Данска је била један од једанаест домаћина Европског првенства 2020. Стокхолм (1912) и Хелсинки (1952) су били домаћини Летњих олимпијских игара.
Нордијске земље (Финоскандија) су се кандидовале за домаћина Европског првенства 2008. изгубивши од Аустрије и Швајцарске. У периоду када су планирали кандидатуру, имали су само десет стадиона у десет градова са преко 20.000 мјеста који су могли да буду домаћини утакмица: Солна (стадион за финале), Гетеборг, Стокхолм, Малме (Шведска), Копенхаген, Брондби, Орхус (Данска), Осло, Трондхејм (Норвешка) и Хелсинки (Финска). Иако се не би играле утакмице, сродни догађаји би се одржавали и на Исланду и на Фарским острвима. Међутим, савези су одбацили планове да се пријаве за домаћина првенства 28. фебруара 2017. године.

### Естонија и Русија
У децембру 2012. објављено је да Фудбалски савез Естоније преговара о могућности заједничке кандидатуре заједно са Русијом. Русија је била домаћин Свјетског првенства 2018. док је Москва била домаћин Љетњих олимпијских игара 1980, када су Русија и Естонија биле дио Совјетског Савеза. Естонија је била домаћин Европског првенства за играче до 19 година 2012. и првобитно је требало да буде домаћин Европског првенства за играче до 17 година 2020. прије избијања пандемије ковида 19, што је довело до отказивања првенства.

### Холандија
Берт ван Освен је 23. марта 2012. објавио да Холандија планира да се кандидује за домаћина Европског првенства 2024. Холандија и Белгија су заједнички организовали првенство 2000. Планирано је да градови домаћини буду Ротердам и Амстердам са по два стадиона, Ајндховен, Херенвен, Гронинген, Енсхеде, Арнем и Утрехт, чији су капацитети преко 20.000 са могућношћу проширења најмање на 30.000 за сваки. Амстердам је раније био домаћин Олимпијских игара 1928.

## Резултати гласања
Извршни комитет Уефе гласао је за домаћина тајним гласањем, а за одређивање домаћина била је потребна проста већина. У случају неријешеног резултата, Александар Чеферин, предсједник Уефе, имао је одлучујући глас. Од 20 чланова извршног комитета, Рајнхард Гриндел (Њемачка) и Сервет Јардимџи (Турска) нису могли да гласају, а Ларс-Кристер Олсон (Шведска) је био одсутан због болести, што је оставило укупно 17 чланова са правом гласа. Њемачка је добила 12 гласова и изабрана је за домаћина првенства.
| Држава   | Гласови |
| -------- | ------- |
| Њемачка  | 12      |
| Турска   | 4       |
| Уздржани | 1       |
| Укупно   | 17      |